# Jim Edgar
James « Jim » Edgar, né le 22 juillet 1946 à Vinita, dans l'Oklahoma, est un homme politique américain, membre du Parti républicain et gouverneur de l'État de l'Illinois de 1991 à 1999. 